# Gower (Missouri)
Gower és una població dels Estats Units a l'estat de Missouri. Segons el cens del 2000 tenia 1.399 habitants.

## Demografia
Segons el cens del 2000, Gower tenia 1.399 habitants, 536 habitatges, i 393 famílies. La densitat de població era de 540,2 habitants per km².
Dels 536 habitatges en un 38,4% hi vivien nens de menys de 18 anys, en un 61,2% hi vivien parelles casades, en un 9,9% dones solteres, i en un 26,5% no eren unitats familiars. En el 22,8% dels habitatges hi vivien persones soles el 14,6% de les quals corresponia a persones de 65 anys o més que vivien soles. El nombre mitjà de persones vivint en cada habitatge era de 2,61 i el nombre mitjà de persones que vivien en cada família era de 3,09.
Per edats la població es repartia de la següent manera: un 28,2% tenia menys de 18 anys, un 8,4% entre 18 i 24, un 29,8% entre 25 i 44, un 20,1% de 45 a 60 i un 13,6% 65 anys o més.
L'edat mediana era de 36 anys. Per cada 100 dones de 18 o més anys hi havia 85,8 homes.
La renda mediana per habitatge era de 48.125 $ i la renda mediana per família de 55.694 $. Els homes tenien una renda mediana de 35.313 $ mentre que les dones 24.563 $. La renda per capita de la població era de 19.408 $. Entorn del 2,4% de les famílies i el 3,8% de la població estaven per davall del llindar de pobresa.

## Poblacions més properes
El següent diagrama mostra les poblacions més properes.